# Kartuzija Champmol
Kartuzija Champmol (Chartreuse de Champmol, prej Chartreuse de la Sainte-Trinité de Champmol) je bil kartuzijanski samostan na obrobju Dijona, ki je danes v Franciji, v 15. stoletju pa je bil glavno mesto vojvodstva Burgundije. Samostan je leta 1383 ustanovil vojvoda Filip Drzni, da bi zagotovil dinastično grobišče za burgundske vojvode Valois in je deloval do razpustitve leta 1791 med francosko revolucijo.
Imenovan je bil »najveličastnejši projekt v vladavini, znani po ekstravaganci«, bogat je bil z umetniškimi deli, razpršeni ostanki njegove zbirke pa ostajajo ključni za razumevanje umetnosti tistega obdobja.

## Ustanovitev
Nakup zemljišča in pridobivanje materiala se je začelo leta 1377, vendar se je gradnja začela šele leta 1383, pod vodstvom arhitekta Drueta de Dammartina iz Pariza, ki je pred tem zasnoval vojvodov grad v Sluisu in bil pomočnik pri delu v Louvru. Po besedah Jamesa Snyderja je bilo njegovo delo v Champmolu »nekoliko konzervativna modifikacija poznogotskih stavb Pariza«. Gradnjo za vojvodo, ki je bil pogosto drugje, je nadzoroval odbor svetnikov iz Dijona. Do leta 1388 je bila cerkev posvečena in večina gradnje je bila verjetno končana. Samostan je bil zgrajen za štiriindvajset menihov v zboru, namesto običajnih dvanajstih v kartuzijanski hiši, dva pa sta bila obdarjena v počastitev rojstva Karla Drznega leta 1433. Ti so živeli polpuščavniško življenje v svojih majhnih hišah, ko niso bili v kapeli. Bili so tudi neposvečeni menihi, služabniki, novinci in drugi delavci.
Ko je bil Champmol ustanovljen, je bil »dve puščici oddaljen« od mestnih vrat, zdaj pa je znotraj sodobnih mestnih meja. Takrat je imelo mesto približno 10.000 prebivalcev in je bilo največje v Burgundiji, čeprav manjše od mest na ozemljih na Nizozemskem, ki jih je vojvoda pred kratkim podedoval po svoji ženi. Toda Burgundija je bila varneje pod nadzorom kot pogosto nemirna mesta na severu in je predstavljala najvišji naziv dinastije. Več kot šestdeset članov kapetinske rodbine Burgundije, ki so jo Valoijci nasledili leta 1361, le dve desetletji prej, je bilo pokopanih v opatiji Cîteaux južno od Dijona. Champmol naj bi konkuriral Cîteauxu, Saint-Denisu, kjer so bili pokopani francoski kralji, in drugim dinastičnim grobiščem.
Nekoliko v nasprotju s kartuzijanskim poslanstvom mirnega premišljevanja so spodbujali obiskovalce in romarje, stroške gostoljubja pa so povrnili vojvode. Leta 1418 so papeški odpustki podeljeni tistim, ki so obiskali Mojzesov vodnjak, kar je romarje še dodatno spodbudilo. Vojvodska družina je imela zasebni oratorij s pogledom na cerkev (ki je zdaj uničena), čeprav so bili njihovi obiski pravzaprav redki. Vojvodska poročila, ki so se na srečo ohranila, kažejo na večja naročila za slike in druga dela za dokončanje samostana, ki so se nadaljevala do približno leta 1415, nato pa so vojvode in drugi donatorji počasneje dodajali nadaljnja dela.
Poročila za Champmol so se ohranila dovolj podrobno, da je Martin Warnke iz njih povzel pogled na nastajajoči status dvornih umetnikov in »avtonomno zavest umetnosti in umetnikov«, ki je odlikovala svet umetnosti v zgodnjem novem veku.

## Grobnice vojvod
Dinastija Valois iz Burgundije je imela manj kot stoletje časa pred ustanovitvijo samostana, število grobnic pa se ni nikoli približalo številu grobnic njihovih kapetinskih predhodnikov v Cîteauxu – pravzaprav bi bilo v cerkvenem koru, kjer so stali spomeniki, komaj prostora. Postavljena sta bila le dva spomenika, oba v istem slogu s poslikanimi alabastrnimi podobami z levi ob nogah in angeli z razprtimi krili ob glavah. Pod ploščo, na kateri so ležale podobe, so bili med gotskimi krogi postavljeni neposlikani majhni (približno 40 cm visoki) pleuranti ali žalujoči ('jokači' je tradicionalni angleški izraz). Johan Huizinga jih je v delu Zaton srednjega veka opisal kot »najgloblji izraz žalovanja, znan v umetnosti, pogrebni pohod v kamnu«.
Filip Drzni je umrl leta 1404, njegova žena Margareta III., grofica Flandrijska, pa naslednje leto. Odločila se je, da bo svoje posmrtne ostanke pokopala pri posmrtnih ostankih svojih staršev v Lillu, Filip pa je že več kot dvajset let načrtoval en sam spomenik zase, leta 1381 pa je naročil delo Jeanu de Marvillu. Delo se je začelo šele leta 1384 in je potekalo počasi, leta 1389 pa je bil zanj imenovan Claus Sluter. Ob vojvodovi smrti leta 1404 sta bila dokončana le dva žalujoča in ogrodje; Ivan Neustrašni je Sluterju dal štiri leta za dokončanje dela, a je umrl po dveh. Njegov nečak in pomočnik Claus de Werve je prevzel delo in ga dokončal leta 1410. Podobe je naslikal Malouel.
Ivan je izrazil željo, da bi imel svojo grobnico, tokrat dvojno z bavarsko vojvodinjo Margareto, ki bi bila podobna očetovi, vendar se ni nič zgodilo, niti po njegovi smrti leta 1419, vse do leta 1435, leta 1439 pa je de Werve umrl, ne da bi mu uspelo najti primeren [[alabaster]g. Leta 1443 je bil najet Španec Jean de La Huerta, ki je poslal risbe za podobe. Preden je leta 1456 zapustil Dijon, je dokončal večino elementov, ne pa tudi podob. Pripeljali so še enega mojstra in spomenik je bil dokončno postavljen leta 1470, ko je bil Filip Dobri že sam mrtev. Zdi se, da si ni poskrbel za spomenik in je bil sprva pokopan v Bruggeu, kjer je umrl. Njegov sin Karel Drzni je po nekaj letih dal posmrtne ostanke prenesti nazaj v Champmol, vendar spomenik ni bil nikoli načrtovan. Karla samega je njegov pravnuk Karel V. Habsburški leta 1558 preselil iz Nancyja v Brugges.
Druga grobnica ponavlja zasnovo prve, vendar je zaradi skoraj stoletje izvedbe mogoče opaziti slogovne razlike, čeprav nekateri pleuranti druge grobnice natančno kopirajo tiste iz prve. Zabeleženo je, da je Filip Dobri dal svoj portret postaviti v kor, kjer so že bili portreti prejšnjih dveh vojvod. Verjame se, da noben od teh ni ohranjen v originalu, vendar so ohranjeni portreti morda njihove kopije.
Po revoluciji in prodaji samostana so grobnice leta 1792 skrbno premestili v Dijonsko stolnico, saj je bil prepoznan njihov zgodovinski pomen. Toda naslednje leto je bila stolnica preurejena v Tempelj razuma, podobice pa so bile vandalizirane, tako da so danes vidne rekonstrukcije. Številne elemente, vključno z desetimi pleuranti, so odstranili uglajeni roparji.

### Galerija grobnic
- Filip Drzni z "Retablom križanja" zadaj
- "Pleurants" ali žalujoči pod Filipovim grobom
- Dva "pleuranta" iz poznejšega groba
- Ivan Neustrašni in Margareta Bavarska

## Umetniška dela iz Champmola
Champmol je bil zasnovan kot razstavni eksponat, umetniška vsebina pa, ki je zdaj razpršena, predstavlja veliko najboljših monumentalnih del francoske in burgundske umetnosti tistega obdobja, v nasprotju z iluminiranimi rokopisi. Brez del, ki so ostala v Champmolu do 18. stoletja, bi Claus Sluter, Jacques de Baerze, Melchior Broederlam, Henri Bellechose, Jean Malouel in Jean de Beaumetz ostali le imena, znana iz dokumentarnih zapisov.

### Še vedno v Champmolu
Na cerkvenem portalu so zelo pomembni kipi Clausa Sluterja in njegove delavnice, vključno s klečečima figurama Filipa in njegove vojvodinje.[20] Spodnji deli Mojzesovega vodnjaka (Puits de Moise) so ohranjeni, vključno s šestimi figurami starozaveznih prerokov v naravni velikosti, ki so napovedali Mesija, večina ostalih pa je bila uničena, očitno bolj zaradi vremenskih vplivov kot zaradi revolucije.

### V muzejih v Dijonu
Večina predmetov je v Muzeju lepih umetnosti (Musée des Beaux-Arts), vključno z njegovim najdiščem v nekdanji palači vojvod. Fragmenti iz Mojzesovega vodnjaka in drugi podobni kosi so v Arheološkem muzeju. Sledijo le glavna dela v Dijonu:
- Dva poslikana in pozlačena rezbarjena lesena retabla, ki sta skoraj edini ohranjeni deli flamskega kiparja Jacquesa de Baerzeja in tudi edini popolni nizozemski rezbarjeni oltarji pred koncem 15. stoletja. Zunanje plošče večjega so edini ohranjeni sliki Melchiorja Broederlama in zelo pomembna dela za sledenje razvoju zgodnjega nizozemskega slikarstva. Broederlam je poslikal in pozlatil tudi rezbarije de Baerzeja.[19]
- Grobnice (pravzaprav vedno kenotafi) burgundskih vojvod; muzej ima grobnice Filipa Drznega in njegovega sina Ivana Neustrašnega z ženo Margareto Bavarsko. Podobe so rekonstrukcije iz 19. stoletja, narejene po starih risbah in odtisih, originalov, ki so bili uničeni med revolucijo. Približno deset pleurantov je tudi kopij originalov, ki so bili osvobojeni ali izgubljeni.
- Pogrebna krona Filipa Drznega iz medenine in stekla.[20]
- Glava in trup križanega Kristusa iz Mojzesovega vodnjaka.[21]
- Retabel svetega Jurija, poslikan oltarni del iz začetka 15. stoletja, ki ga je verjetno podaril eden od menihov, čigar darovalčev portret se pojavi ob vznožju križanega Kristusa.[22]
- Eno od križanj iz obeh puščavnic, dodanih leta 1433.[23]
- Dva oltarna dela Charlesa-Andréja van Looja, ki sta leta 1741 nadomestila starejša dela (eno Retabel svetega Jurija).[24]

### Drugje
- Louvre, Mučeništvo svetega Denisa Henrija Bellechoseja, tondo Pieta Jeana Malouela in ena od 24 slik križanja za meniške puščavnice Jeana de Beaumetza, ki so vse najbolj znana dela vsakega umetnika.[25]
- Washington, Narodna galerija umetnosti, Oznanjenje Jana van Eycka; drugi dve plošči triptiha, posneti v Champmolu leta 1791, sta izgubljeni.[26]
- Gemäldegalerie, Berlin, velika Madona z otrokom, ponovno odkrita šele leta 1960 in zdaj posojena Gemäldegalerie, se pripisuje Jeanu Malouelu.[27] Domneva se, da je bila berlinska slika eno krilo diptiha za Champmol, nasproti portreta Ivana Neustrašnega.[28]
- Umetnostni muzej v Clevelandu, edina druga ohranjena od 24 slik Jeana de Beaumetza, in štiri pleurantske figure iz Filipove grobnice.[29]
- Baltimore, Umetnostni muzej Walters, polovica Antwerpsko-baltimorskega poliptiha okoli leta 1400.[30]
- Antwerpen, ostali trije prizori Antwerpsko-baltimorskega poliptiha
- Muzej Cluny, Pariz, dva reliefna triptiha iz kosti in slonovine vodilne italijanske delavnice Embriachi, ki ju je leta 1393 podaril vojvoda Filip.[31]
- Chicago (Umetnostni inštitut v Chicagu), figura z pozlačenega in poslikanega lesenega križa de Baerzeja in Broederlama.[32]

### Galerija
- Podnožje Mojzesovega vodnjaka prikazuje preroke, ki so napovedali Kristusov prihod
- Pietà Jeana Malouela, Filipovega dvornega slikarja, Louvre, 1400–15
- Prizor z retabla Jacquesa de Baerzeja, Dijon
- Oznanjenje Jan van Eyck, okoli 1434–1436, Washington

## Kasnejša zgodovina
Po smrti Karla Drznega leta 1477 si je Francija s silo povrnila Burgundijo; kralji, ki so še vedno izhajali iz vojvod prek Habsburžanov in drugih poti, so samostan še naprej podpirali in občasno obiskovali. Med obleganjem Dijona leta 1513 in med francoskimi verskimi vojnami je bil samostan nekoliko poškodovan, vendar je v bistvu ostal v stanju iz 15. stoletja, dokler se v 1770-ih ni odločil za njegovo prenovo. Oltarja svetih Denisa in Jurija sta bila leta 1741 zamenjana z novima slikama Charlesa-Andréja van Looja; obe novi sliki sta zdaj v muzeju v Dijonu. Prenova v 1770-ih je vključevala uničenje nekaterih srednjeveških delov, večje uničenje pa je sledilo francoski revoluciji. Samostan je bil leta 1791 ukinjen, 4. maja, pet dni po odhodu menihov, pa je poslopja in zemljišča kupil Emmanuel Crétet (1747–1808), kasneje minister za notranje zadeve pod Napoleonom z nazivom grof de Champmol. Uničil je velik del poslopij in cerkev. Leta 1833 je posestvo kupil lokalni departma kot psihiatrično bolnišnico in zgradil številna nova poslopja.
Danes je v poslopjih psihiatrična bolnišnica, »aller à la chartreuse« pa je lokalni izraz za razvoj duševne motnje. Sluterjeve skulpture si lahko ogledajo obiskovalci, veliko vsebine pa je v muzeju v Dijonu, grobnice in izrezljani retabli pa so v nekdanji palači vojvod.

## = Viri
- Dossier from the Dijon Museum (in French)
- Gelfand, Laura D. (2005), in Sarah Blick, Rita Tekippe, eds.: Y Me Tarde in Art and architecture of late medieval pilgrimage in Northern Europe and the British Isles, 2005, BRILL, ISBN 90-04-12332-6
- Gelfand, Laura D.(1994); Fifteenth-century Netherlandish devotional diptychs; Origins and function, 1994. Case Western Reserve University.
- Jugie, Sophie. The Mourners: Tomb Sculpture from the Court of Burgundy . Paris: 1; First Edition, 2010. ISBN 978-0-3001-5517-4
- Lindquist, Sherry C.M.; "Women in the Charterhouse" in Architecture and the Politics of Gender in Early Modern Europe, Ed. Helen Hills, Ashgate Publishing, Ltd., 2003, ISBN 0-7546-0309-1
- James Snyder; Northern Renaissance Art, 1985, Harry N. Abrams, ISBN 0-13-623596-4
- Vaughan, Richard; Philip the Bold, The Formation of the Burgundian State, Boydell Press, 2002, ISBN 0-85115-915-X
- John White. Art and Architecture in Italy, 1250 to 1400, London, Penguin Books, 1966, 2nd edn 1987 (now Yale History of Art series). ISBN 0-14-056128-5